# Ami Sugitaová
Ami Sugitaová (japonsky 杉田 亜未, * 14. března 1992 Zama) je japonská fotbalistka.

## Reprezentační kariéra
Za japonskou reprezentaci v letech 2014 až 2017 odehrála 6 reprezentačních utkání. Byla členkou japonské reprezentace i na Mistrovství Asie ve fotbale žen 2014.

## Statistiky
| Japonsko | Japonsko | Japonsko |
| Roky     | Záp.     | Góly     |
| -------- | -------- | -------- |
| 2014     | 1        | 0        |
| 2015     | 3        | 2        |
| 2016     | 1        | 0        |
| 2017     | 1        | 0        |
| Celkem   | 6        | 2        |

## Úspěchy

### Reprezentační
- Mistrovství Asie:  2014